# La Prensa (Florida)
La Prensa es el principal y más antiguo periódico en español de la región central de Florida (EE. UU.) fundado en 1981. Su publicación corre a cargo de ImpreMedia, que es la mayor compañía de edición de periódicos en español.
El periódico es una fuente de noticias e información, local e internacional y una guía de negocios y eventos, a la vez que resalta los logros de líderes hispanos y ciudadanos locales.

## Distribución
El periódico sale todos los jueves gratuitamente en más de 3100 puntos de distribución.
Tiene una distribución semanal de 36.000 ejemplares en Orlando, y un total de 45.296 lectores semanales.

## Columnistas
Maritza Beltran Graña,
Eva Pagan Hill,
Roxana de la Riva,
Ismael Cala,
Jen
Luis Alberto Bohorquez,
Lau
Jesus (Chu) Diaz
Pastor Enrique Sanchez,
Dia
Dra. Nancy Alvarez , Marcos Vilar, Rafael Palacios

## Secciones
1. Noticias Locales
2. Noticias Internacional
3. Noticias de Latinoamérica
4. Comercio
5. Deportes
6. Actividades
7. Entretenimiento
8. Viajes & Turismo
9. Nuestro Hogar
10. Moda & Belleza
11. Inmigración
12. Buena Mesa
13. Su Salud
14. Portal de Fe

Opinión
1. Editorial
2. Opinión

Especiales
 Clasificados
1. Automóviles
2. Propiedad Raíz
3. Buscando Pareja

En su página web, dispone también de Foros en temas como Cine, inmigración, moda, deportes, etc. y una Tienda Virtual.